# No Church in the Wild
"No Church in the Wild" é uma canção dos rappers norte-americanos Jay-Z e Kanye West, gravada para o seu primeiro álbum em colaboração Watch the Throne. Conta com a participação de Frank Ocean e The-Dream, sendo que foi escrita pelos quatro intérpretes, com auxílio na composição por Charles Njapa, Michael Dean, Gary Wright, Phil Manzanera, James Brown e Joseph Roach, com a produção a cargo de 88-Keys, West e Mike Dean. O seu lançamento ocorreu a 20 de Março de 2012, ao ser enviada através da Roc-A-Fella e Def Jam para as rádios urban dos Estados Unidos. A obra recebeu duas nomeações a 55.ª edição dos Grammy Awards nas categorias Best Short Form Music Video e Best Rap/Sung Collaboration, sendo que venceu na última.

## Desempenho nas tabelas musicais

### Posições
| Tabela musical (2012)              | Melhor posição |
| ---------------------------------- | -------------- |
| Canadá - Canadian Hot 100          | 92             |
| Estados Unidos - Billboard Hot 100 | 72             |
| Reino Unido - UK Singles Chart     | 32             |
| Reino Unido - UK R&B Singles Chart | 10             |

### Certificações
| País           | Provedor | Certificação |
| -------------- | -------- | ------------ |
| Estados Unidos | RIAA     | Ouro         |